# Le Grand Continent
Le Grand Continent ist eine 2019 gegründete Zeitschrift, die sich geopolitischen, europäischen und rechtlichen Fragen sowie intellektuellen und künstlerischen Debatten widmet und sich zum Ziel gesetzt hat, "eine strategische, politische und intellektuelle Debatte von relevantem Ausmaß aufzubauen."

## Vorstellung
Die Zeitschrift, die seit April 2019 existiert, wird von der Groupe d'études géopolitiques, einer unabhängigen Vereinigung, die 2017 an der École normale supérieure gegründet wurde, herausgegeben.
Die Artikel werden von jungen Wissenschaftlern, Akademikern, aber auch von politischen Entscheidungsträgern, Experten und Künstlern verfasst: Carlo Ginzburg, Pamela Anderson, Henry Kissinger, Laurence Boone, Louise Glück, Pascal Lamy, Mireille Delmas-Marty, Toni Negri, Olga Tokarczuk, Thomas Piketty, Elisabeth Roudinesco und Mario Vargas Llosa haben für die Zeitschrift Beiträge geschrieben. Le Grand Continent initiierte auch einen Zyklus wöchentlicher Debatten an der École normale supérieure sowie eine Reihe von Konferenzen, die von Paris aus in mehrere europäische Städte übertragen wurden und 2019 als Buch Une certaine idée de l'Europe bei Flammarion erschienen sind. Seit dem Beginn der Covid19-Pandemie in Europa im März 2020 hat die Gruppe für geopolitische Studien ein geopolitisches Covid19-Observatorium für den Großkontinent mit analytischen oder vertiefenden Artikeln sowie die erste regelmäßig aktualisierte Kartografie veröffentlicht, die die Ausbreitung der Pandemie auf regionaler Ebene in Europa darstellt.

## Deutsche Ausgabe
Eine deutsche Ausgabe ist in Vorbereitung. Ausgewählte Artikel werden in deutscher Sprache bereitgestellt.

## Bibliographie
Patrick Boucheron, Toni Negri, Thomas Piketty, Myriam Revault d'Allonnes, Elisabeth Roudinesco, Une certaine idée de l'Europe, Paris, Champs Flammarion, 2019.